# Frederic George Sideau
Frederic George Sideau (Sydow) var en silhuettör och kopparstickare, verksam under 1700-talets senare hälft.
Han var troligen släkt eller son till Ferdinand Wilhelm Sidaw (Sydow). Han uppges ha studerat konst för JD Huber i Genève i slutet av 1770-talet. Sideau var verksam i Sankt Petersburg 1782–1784 där han bland annat utförde silhuetter av Katarina II och medlemmar ur den ryska högadeln. Han besökte Sverige 1784 och utförde här ett antal silhuetter innan han reste vidare till Mitau. Bland hans svenska klipp märks porträttet av ciselören Carl Adams och bergsrådet Johan Hisinger samt hustrun Magdalena Katarina Wittfooth. Sideau är representerad vid Eremitaget i Sankt Petersburg, Historiska museet i Moskva samt Göttingens universitet. 